# روني تومسون
روني تومسون (بالإنجليزية: Ronnie Thompson)‏ هو صحفي وكاتب أغاني ومقدم برامج إذاعية وسياسي أمريكي، ولد في 21 يوليو 1934 بأوغستا في الولايات المتحدة. حزبياً، نشط في الحزب الجمهوري.